# Зябковский сельсовет
Зябковский сельсовет (бел. Зя́бкаўскі сельсавет) — административная единица на территории Глубокского района Витебской области Беларуси. Административный центр — деревня Зябки.

## История
27 сентября 2007 года на территории сельсовета были упразднены хутора Короткевичи, Пески. Также упразднена деревня Борисковичи.
24 апреля 2025 года на территории Зябковского сельсовета образован хутор Изумрудный (бел. хутар Ізумрудны).

## Состав
Зябковский сельсовет включает 35 населённых пункта:
- Боровое — деревня.
- Головни — деревня.
- Горки-2 — деревня.
- Горки-1 — деревня.
- Гороховье — деревня.
- Дворец — хутор.
- Дворица — деревня.
- Долгое — деревня.
- Душки — хутор.
- Задворье — деревня.
- Зябки — деревня.
- Изумрудный — хутор.
- Карманы-1 — хутор.
- Карманы-3 — хутор.
- Кмиты — хутор.
- Козырево — деревня.
- Коптели — хутор.
- Кривичи — деревня.
- Лазовики — хутор.
- Павленки — хутор.
- Петровщина — хутор.
- Подауты — хутор.
- Прошково — агрогородок.
- Прудовье — деревня.
- Свядово — деревня.
- Скрипщина — деревня.
- Старица — хутор.
- Стуканки — деревня.
- Стуканы — деревня.
- Углы — деревня.
- Хвощево — хутор.
- Ходырево — деревня.
- Церковно — хутор.
- Шабаны — хутор.
- Юрково — деревня.

Упразднённые населённые пункты:
- Борисковичи — хутор
- Короткевичи — хутор
- Пески — хутор